# Complexe d'infériorité
Le complexe d’infériorité (ou parfois sentiment d'infériorité), dans les domaines de la psychologie et la psychanalyse, est une perception de soi exprimée comme inférieure dans certaines situations. Ce sentiment peut survenir lors d'une infériorité réelle ou imaginée chez l'individu affecté. Venant du subconscient, ce sentiment peut aider un individu à réaliser certaines choses qu'il pense impossibles ou adopter un très fort comportement antisocial.
Pour Alfred Adler, le fait d'éprouver un fort sentiment d'infériorité pouvait aboutir à une surcompensation sous la forme d'un effort exagéré de valorisation, ou à ce qu'il appelait la volonté de puissance, tendant ainsi à développer un complexe de supériorité, voire une mégalomanie, en tant que mécanisme de défense psychologique.

## Causes
Le complexe d'infériorité survient lorsque les sentiments d'infériorité s'intensifient à travers des échecs auxquels peut faire face un individu dans sa vie. Il désigne également le fait qu'un individu n'accepte pas qu'un autre le surpasse dans un domaine spécifique. Cependant, certains patients développent un complexe d'infériorité passager sans réel impact, tandis que d'autres développent un complexe d'infériorité maladif et durable qui peut avoir un impact physique et/ou psychologique ; ce complexe est une condition psychologique qui peut se manifester pendant la petite enfance ou à l'âge adulte, consciemment ou inconsciemment. 
Chaque individu peut se sentir inférieur à d'autres à un moment de sa vie, mais lorsque ce sentiment affecte grandement son comportement et ses émotions, l'empêchant ainsi de vivre une vie normale, le complexe d'infériorité est significativement présent. Chaque individu naît avec plusieurs besoins et désirs qui lui conviennent et qu'il veut atteindre. Cependant, ces besoins et désirs semblent difficilement concevables pour un nombre de raisons. C'est cet événement qui favorise le développement d'un sentiment d'infériorité. Certains événements durant l'enfance prédisposeraient les individus à souffrir de ce complexe ; des enfants qui grandissent dans la précarité, qui ont une couleur de peau ou religion différentes, par exemple. Être rabaissé physiquement et/ou moralement peut également favoriser le développement du complexe d'infériorité. Les individus ayant un risque de développer ce type de complexe montrent : des signes de faible estime de soi, des complexes selon leur ethnie, ont de faibles revenus, ou exposent des symptômes de dépression. Parfois, des signes alarmants sont aperçus parmi les individus atteints de ce complexe. Par exemple, un individu qui cherche de l'attention et qui tente de s'améliorer peut devenir susceptible. Souvent, il est difficile de trouver exactement les causes du complexe d'infériorité ; elles peuvent inclure le sexe, l'ethnie, l'orientation sexuelle, les cas familiaux, le statut social, la santé mentale, l'apparence physique, ou autres traits de caractère dont l'individu croit manquer dans sa vie,. L'attitude et l'éducation parentale comme les désaccords, remarques et comportement négatifs envers un enfant âgé de moins de six ans peuvent créer un complexe d'infériorité.
Le complexe d'infériorité ne se développe pas forcément dans le contexte de tâches ou buts particuliers, mais également dans un contexte général. L'individu complexé est incapable de sympathiser ou de se faire des amis, car il pense ne pas être apprécié par les autres et ne pas être assez bien pour avoir de bons amis.

## Nature
La nature du complexe d'infériorité inclut sa définition, sa distinction par rapport au complexe de supériorité, ainsi que ses causes. Elle peut être définie comme « un état anormal ou pathologique qui, [...], mène l'individu à discréditer sa propre personne, à devenir particulièrement sensible, au besoin d'être encouragé, et à adopter une attitude dérogatoire envers les autres,. » Les sentiments d'infériorité d'un individu, souvent intensifiés par des causes externes, peuvent se manifester par de divers symptômes comme un comportement agressif. Il arrive parfois que certains individus développent des mécanismes de défense pour compenser leur complexe d'infériorité, ; certains se replient sur eux-mêmes, deviennent moins sociables et en veulent à tout le monde. Les patients souffrant de complexe d'infériorité tentent d'être reconnus et félicités, mais craignent également l'humiliation.

## Conséquences
Lorsqu'un complexe d'infériorité est suffisamment intense, il peut causer des effets négatifs sur les performances et l'estime de soi d'un individu. Des procédés émotionnels et psychologiques peuvent négativement modifier l'apprentissage cognitif d'un étudiant ; dans ce domaine, le docteur Guy K. Hutt découvre que les mathématiques sont associées au complexe d'infériorité, à une faible motivation et peuvent causer de l'anxiété.
Les caractéristiques de ce complexe sont montrées chez les patients atteints de certains types de troubles mentaux comme la schizophrénie, les troubles de l'humeur et les troubles de la personnalité. Le docteur Werner Moritz explique que les patients souffrant de schizophrénie paranoïde utilisent leurs délires comme mécanismes de défense contre la faible estime de soi. Alfred Adler identifie un complexe d'infériorité comme problème comportemental chez les enfants ; il explique également que « plus grand est le sentiment d'infériorité expérimenté, plus puissant est le besoin de conquête, et plus violente est l'agitation émotionnelle ».

## Traitement
Il n'existe à proprement parler aucun traitement concernant le complexe d'infériorité. Cependant, plusieurs alternatives peuvent aider à surpasser ce complexe. La psychothérapie cognitivo-comportementale peut apprendre au patient à décomplexer.

## Histoire
Le complexe d'infériorité a été étudié dans les champs de la psychologie et de la psychanalyse. La théorie du complexe d'infériorité est initialement proposée dans les années 1920 par le psychanalyste Alfred Adler,,. Adler explique que tout humain pencherait à développer un certain sentiment d'infériorité dès le plus jeune âge. Alors qu'il grandit et prend de l'assurance, l'individu surpasse ce sentiment d'infériorité et va de l'avant, tandis que d'autres développent un complexe d'infériorité et font l'expérience de sentiments persistants d'inconfort. Dans ses premiers écrits, Adler prend en exemple Napoléon Bonaparte, corse et chétif, devenu empereur dans une compensation réussie du sentiment d'infériorité.